# Joe Louis
Joseph Louis Barrow (13. ili 14. svibnja (ovisno o izvorima) 1914. – 12. travnja 1981.) bio je legendarni američki boksač teške kategorije. Poznat je bio po svojem izuzetno snažnom udarcu koji mu je priskrbio nadimak Smeđi bombarder. Držao je naslov rekordnih jedanaest godina tijekom kojih je imao i 25 uspješnih obrana naslova što je i danas važeći rekord. U karijeri je od 72 borbe dobio njih 69, od toga 55 nokautom.